# Treindetectie

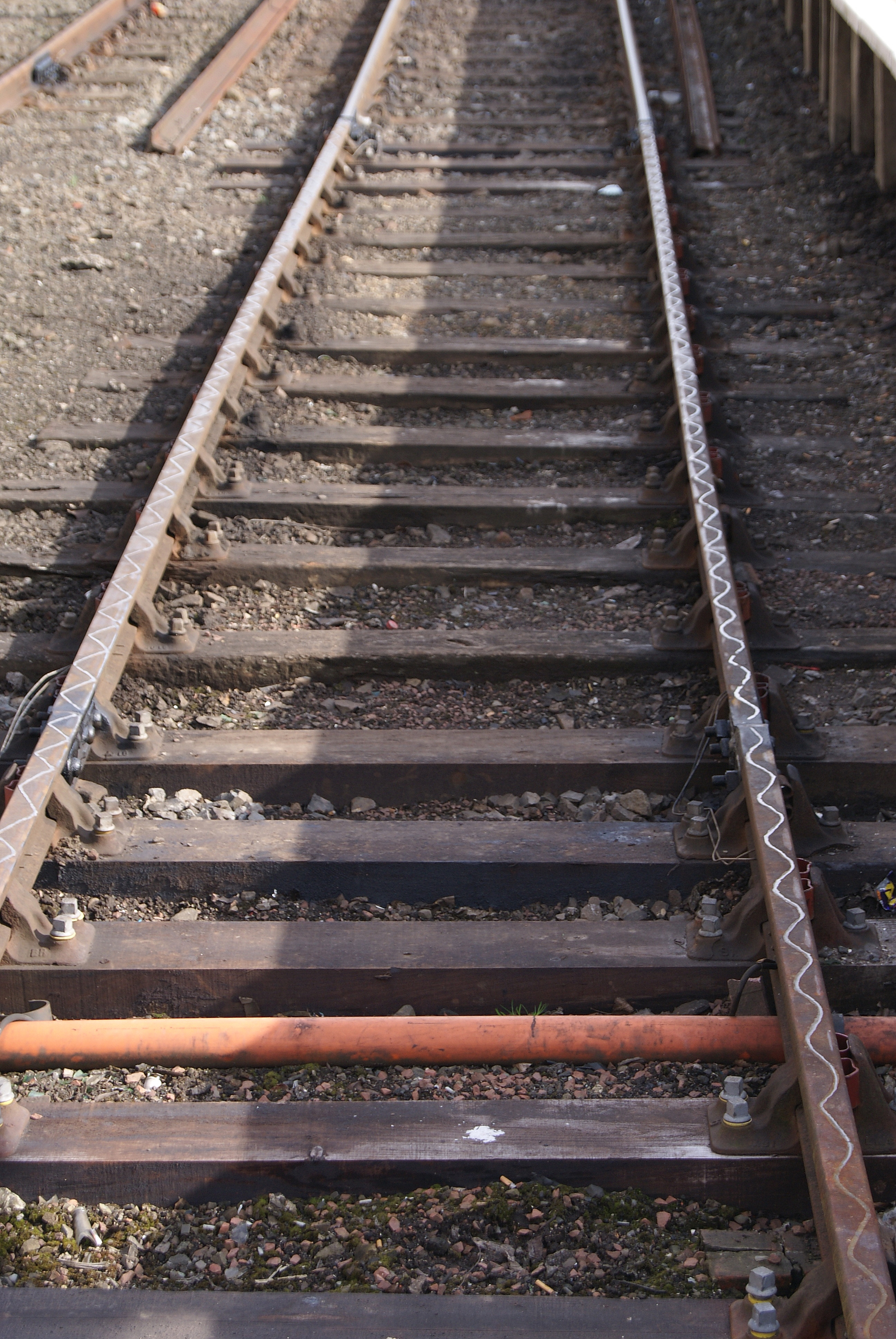
Er is een zigzagstrip gelast op de bovenkant van de laatste 50 meter spoor voor de stootblokken bij de perrons 3 en 4 van station Springburn bij Glasgow in Engeland. Deze strips zijn nuttig als roest of vervuiling het elektrisch contact tussen spoorstaaf en wiel bemoeilijkt. Een goed elektrisch contact is nodig voor de werking van de spoorstroomloop, die gebruikt wordt om spoorvoertuigen te detecteren.

Treindetectie is het automatisch detecteren van spoorbezetting, om vast te stellen waar de treinen zich bevinden. Voor de spoorbeveiliging is het noodzakelijk om van elke trein te weten waar hij is.
Ook voor de besturing van het spoorverkeer is treindetectie belangrijk. Hoe nauwkeuriger de positie van treinen bekend is, hoe beter de besturing, en betere besturing van het spoorverkeer vergroot de punctualiteit van de treinen en de capaciteit van het spoor.
Het automatisch sluiten van overwegen gebeurt ook op basis van treindetectie.
De belangrijkste technieken die gebruikt worden voor treindetectie zijn spoorstroomlopen en assentellers. In mindere mate wordt gebruik gemaakt van detectielussen.

## Spoorstroomloop
Een spoorstroomloop is een stroomkring in een spoorweg. De wielstellen van een trein sluiten de spoorstroomloop kort, waardoor de spoorstroomloop onderbroken wordt. Een onderbroken spoorstroomloop duidt er dus op dat de spoorsectie bezet is door een trein. Een spoorstroomloop die intact is geeft aan dat de spoorsectie vrij is.
De laagfrequente spoorstroomloop, met frequenties tussen 50 en 100 Hz, is de oudste vorm van geautomatiseerde treindetectie. Hij is gepatenteerd in 1872.

## Assentellers
Assentellers werken meestal op basis van een magnetisch veld. Wanneer een wielstel van een trein passeert heeft dit invloed op het magnetisch veld, en die invloed wordt gemeten. In andere gevallen zijn assentellers uitgevoerd als mechanische pedalen, die beroerd worden als een wielstel passeert. Pedalen worden toegepast op de regionale lijnen in Limburg, Groningen en Friesland en de spoorlijn Arnhem-Winterswijk.

## Detectielussen
Detectielussen voor treindetectie zijn vergelijkbaar met de detectielussen bij verkeerslichten.

## Trein geeft eigen positie door
Bij de nieuwste generatie systemen worden de treinen niet gedetecteerd, maar meet de trein zijn eigen positie en geeft deze door aan de beveiligingsapparatuur van verkeersleidingscentra. Voorbeelden van deze systemen zijn het European Rail Traffic Management System, het Amerikaanse Positive Train Control en Communications-Based Train Control. Baangebonden detectiesystemen zijn hierbij niet meer nodig.